# アレクサンドル・ヴォロージン
アレクサンドル・パヴロヴィチ・ヴォロージン（Александр Павлович Володин、Aleksandr Pavlovich Volodin、1935年11月14日-2017年7月6日）はソビエト及びロシアの言語学者。特に古アジア諸語とフィン・ウゴル語派を専門とした。

ヴォロージンは サンクトペテルブルク大学でフィン・ウゴル語派の言語を研究した。1961年からソ連邦科学アカデミー言語研究所で働き、カムチャッカの危機に瀕した言語であるイテリメン語を専門とした。彼は1980年に博士号を取得し、2005年から2017年までサンクトペテルブルクのヘルツェン大学で教授として勤務するとともに、ロシア科学アカデミー（RAN）言語研究所（ILI）にも所属した。
ヴォロージンは、約190本の学術および教育論文と教科書、ならびに12冊の学術単行本を出版した。彼はカムチャッカへの10回の探検に参加し、そこでケレク族とイテリメン族の言語と文化を研究した。また、ロシア北極のナリヤン・マル地域では、ネネツ族の人々とその言語を研究した。
彼はサンクトペテルブルクに居住していた。
1. "Память о профессоре (Воспоминания об А. П. Володине)" (PDF) (in Russian). Институт лингвистических исследований РАН.

1. "Александр Павлович Володин" (in Russian). Knigogid.